# Taurotagus brevipennis
Taurotagus brevipennis là một loài bọ cánh cứng trong họ Cerambycidae.